# 芜湖湾里机场
芜湖湾里机场是中国安徽省芜湖市鸠江区的一座军用机场，现为中国人民解放军空军航空兵第9航空旅驻地，另外还设有空军第5720工厂。它于1934年建成，曾在1937年10月5日被侵华日军炸毁，后重建。